# 日產Z系列
日產Z系列（日语：日産・フェアレディZ）是日本日產汽車推出的跑車，僅在日本市场以Fairlady Z的名义发行，故有“淑女”的別稱。自1969年10月面世以来，車系已發展至第七代车型。

## 歷史

### 第一代（代号S30、1969年11月-1978年9月）

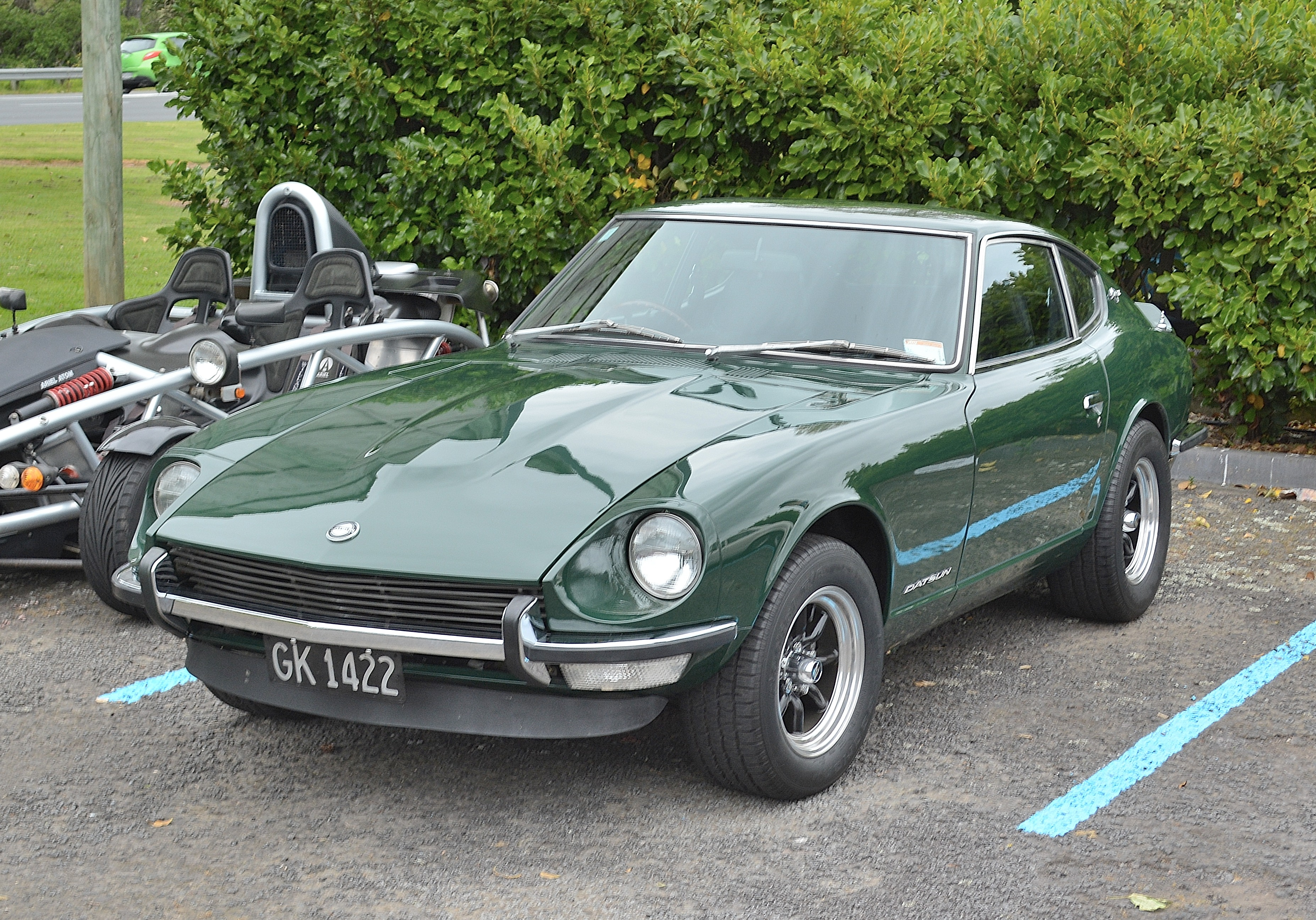
初代Z系列

於1969年10月開始生產，分日版和美版。外观设计参照大幅参照了欧洲车，日版名為Fairlady Z，搭载2.4升自然吸气直列六缸引擎（代号L24），马力130匹，配备5速自动变速箱，后期还推出了配备与同期Skyline GT-R一致发动机的Z432/Z432R高性能车型，美规以Datsun 240Z的名义发行，配备2.4升自然吸气直列六缸引擎，但马力输出达到了151匹马力，配备4速或3速自动变速箱。悬挂为为前麦弗逊后查普曼支柱式布局。
1973年，日产推出260Z改款车型，配备2.6升自然吸气直列六缸引擎，输出162匹马力（美规车型降低到140匹），配备4速自动变速箱或5速手动变速箱。悬挂改为前后麦弗逊布局，1975年进一步推出280Z改款车型，配备2.8升自然吸气直列六缸引擎，输出170匹马力，美规车型在前部还安装了大型保险杠，配备5速手动变速箱或3速自动变速箱。
日本漫畫《灣岸競速》中“惡魔之Z”即基于初代Z系列车型而来。

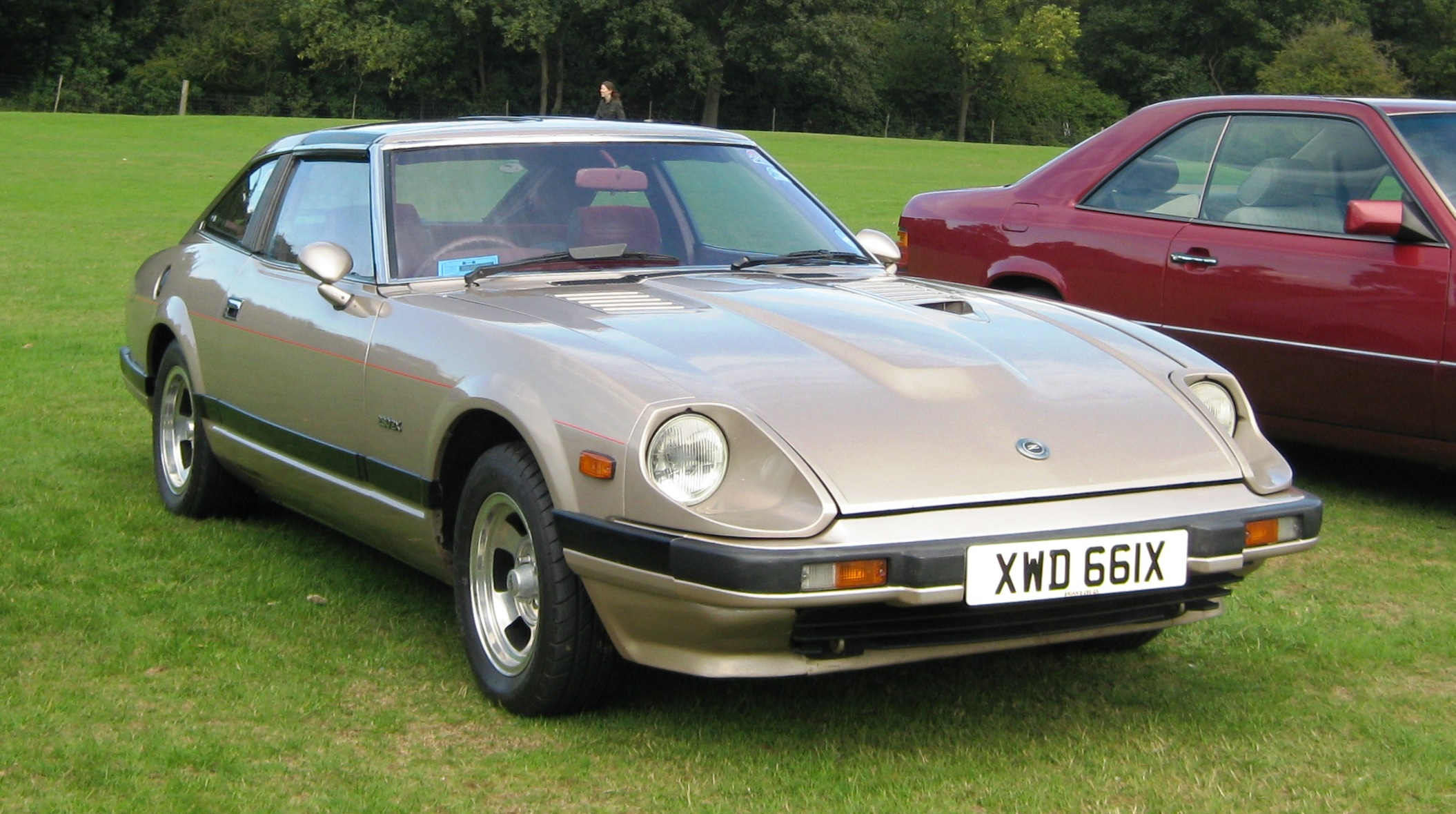
日产280ZX，280Z的豪华版本，1978年-1983年间发行

### 第二代（代号S130、1978年8月－1983年9月）
於1979年發佈。日规名为Fairlady 280Z，外观接續第一代S30系列，有着更为优秀的空气动力表现。由于70年代正值石油危机，S130系列的引擎方面更倾向于优化排放。
日规车型配备2.0升自然吸气直列六缸引擎（代号L20E）或2.8升涡轮增压直列六缸引擎（代号L28E，配备3速自动变速箱），高档音响成为S130全系标配，美规名为280ZX，只配备2.8升涡轮增压直列六缸引擎并，输出180匹马力，1982年改款后涡轮增压车型追加配备5速手动变速箱。

### 第三代（代号Z31、1983年9月—1989年7月）

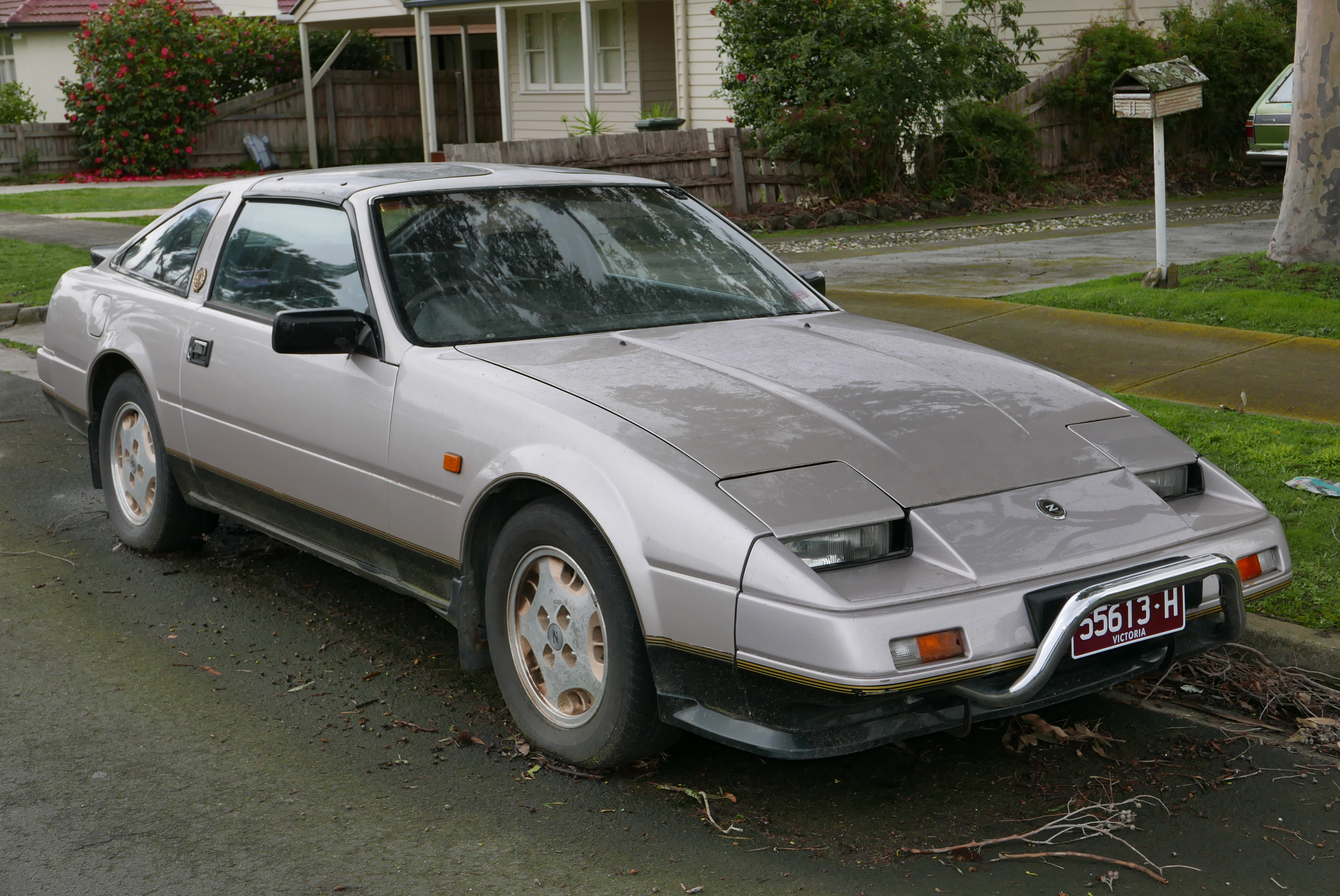
Z31 Fairlady 300ZX

1983年亮相，外观做出大幅调整，风阻为0.3，車燈可上下移動。本车型配备2.0升涡轮增压直列六缸引擎（代号RB20DET）或3.0升自然吸气或涡轮增压V6引擎代号(VG30E/VG30ET/VG30DE），输出160匹、200匹（1987年改款后分别提升到165匹和205匹）、230匹马力，美规于1984年以300ZX的名义推出，同年为北美、澳大利亚市场推出日产成立50周年限量车型。

### 第四代（代号Z32、1989年7月-2000年9月）

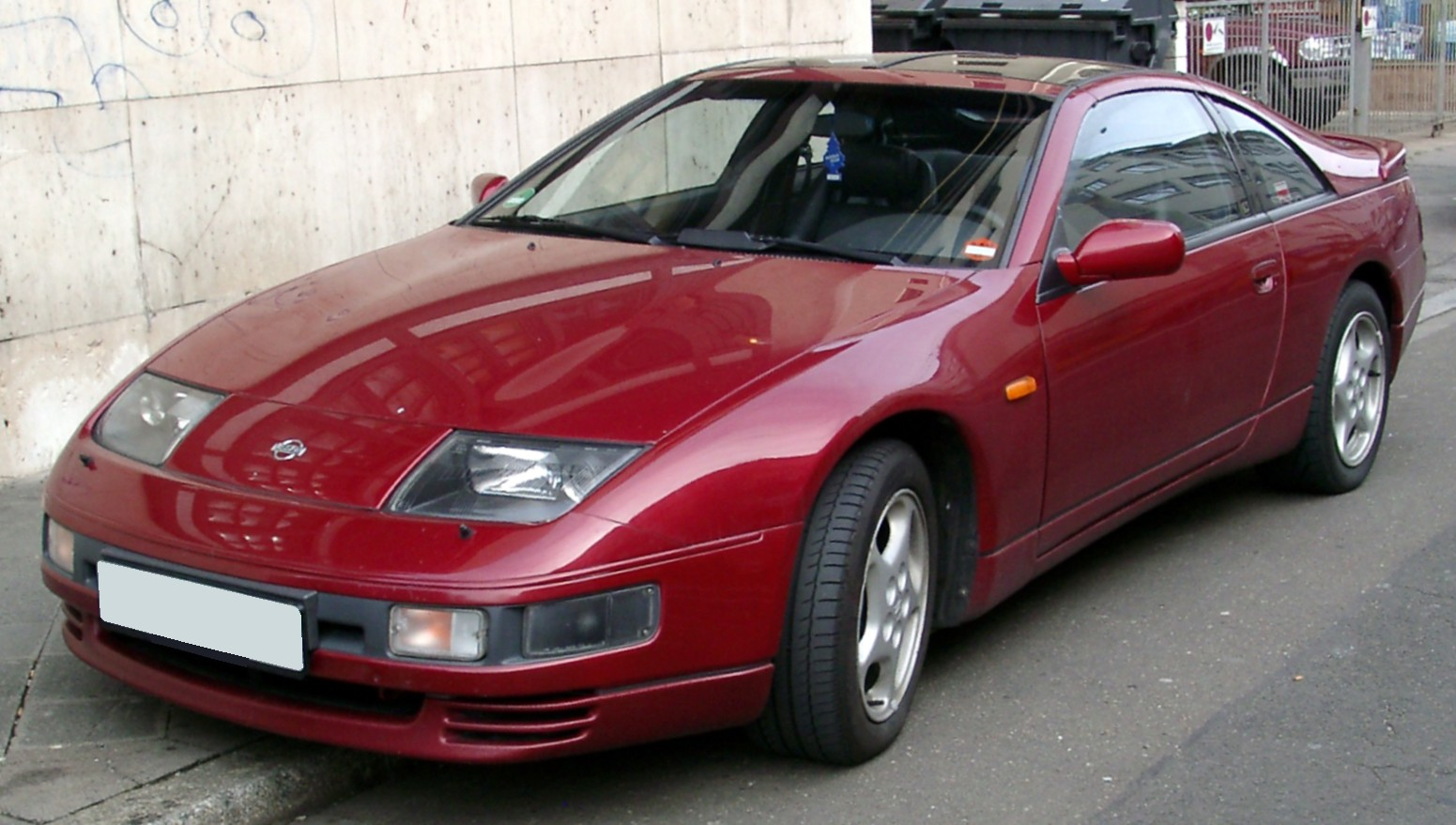
Z32 300ZX

全新的300ZX代号Z32，使用了CAD设计，设计灵感为“瞄准猎物的动物”，风阻系数为0.31。因為放棄之前Z系列的長懸短甲板造型，使到引擎可以安裝到前所未有的低位。
Z32系列搭载3.0升自然吸气或双涡轮增压V6引擎（代号VG30DE/VG30DETT）；雙渦輪增壓型號設有Super HICAS四輪轉向系統，可選擇5前速手動變速箱以及4前速傳統自動變速箱，自然吸气车型输出230匹马力（出口车型因油品原因降低到222匹），双涡轮车型可以达到300匹（欧规只提供双涡轮增压车型），同期日产还有Skyline GT-R（代号BNR32）和英菲尼迪Q45的动力输出都达到了300匹马力大关，日产有意以“300匹”作宣传，但在日本君子協定下降低到到280匹，而Z32系列也成为了日本“280匹马力上限君子协定”的开始。可选2+2、硬顶、Targa、敞篷四种类型。
1994年10月改款后，安全气囊成为了Z32标配。同时推出了Version S车型，搭载BBS的轮毂和Recaro的座椅配件，1997年1月推出Version R车型，配备了一套外观配件。
在美國，Z32车型贏得了美國汽車雜誌《Motor Trend》“1990年最佳進口車”殊榮；日产Z系列跑车累計在北美售出了100万辆，但由于後勢价格优势不足與销量不济，1996年Z32在美国停售。
而在日本本土，因为它的操控性和双涡轮增压车型的散热问题，Z32的風頭不如同門的Skyline GT-R。日规Z32在1998年小改款，直到2000年9月在日本市场停售。

### 第五代（代号Z33、2002年7月-2008年11月）

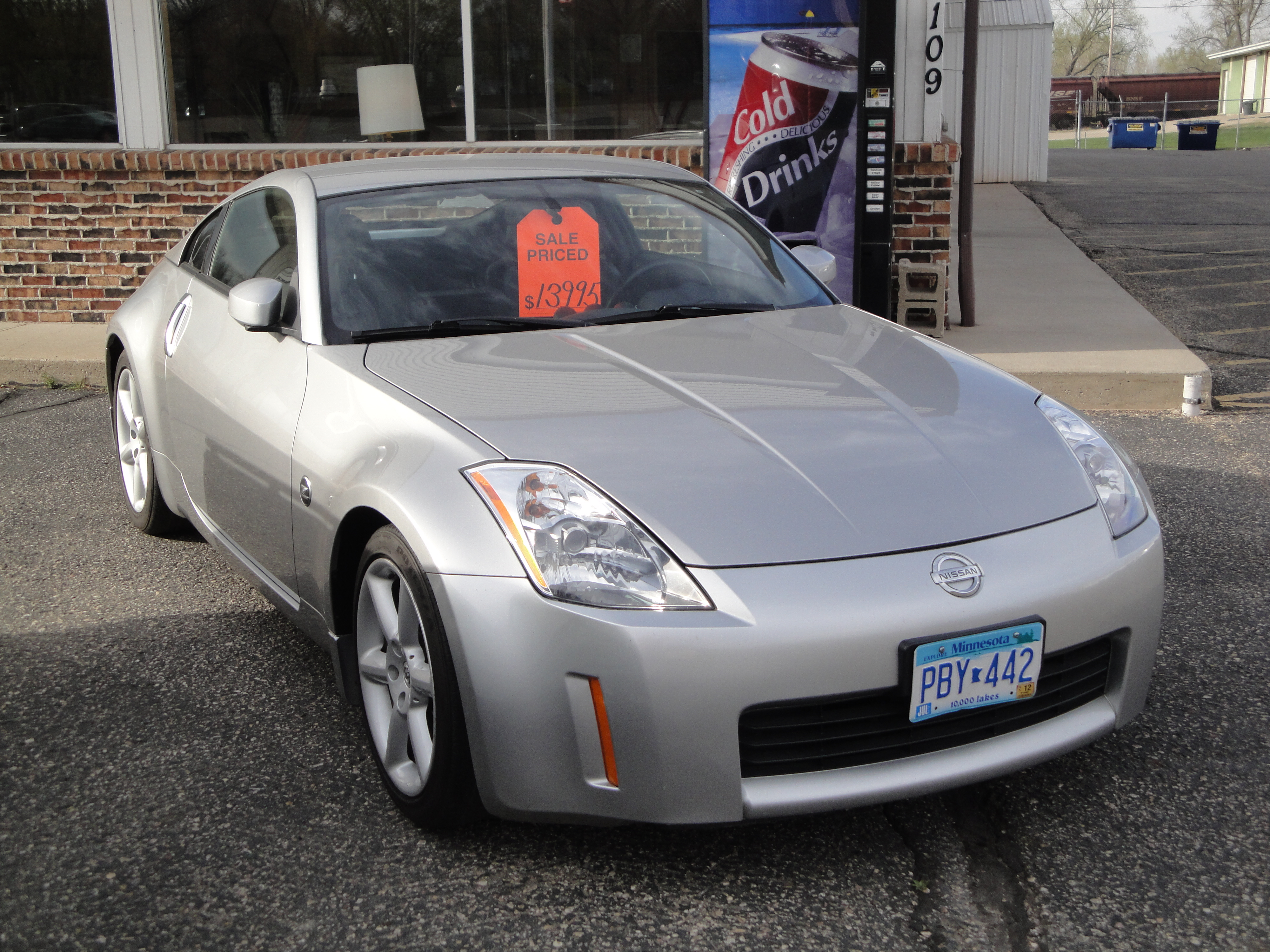
Z33 350Z

早在第四代（代号Z32）车型时期，第五代就已经进入了开发阶段；但随着日本泡沫经济的崩溃，以及日產出現財務危機，开发阶段暂停。直至雷诺汽车CEO卡洛斯·戈恩入主日产汽车为止。
1999年的北美国际车展上，由日产美国分部在美国Z系列车主俱乐部支持下自主开发的“240Z Concept”概念车亮相，外观大量参考第一代车型，搭载2.4升直列四缸引擎，基于第六代日产Silvia车型开发，搭载5速手动变速箱。
2001年的底特律车展，日产展出了Z Concept概念车，量產原型車則於同年10月舉行的東京車展中首度亮相。2002年7月，第五代Z在日本市场以“Fairlady Z”的名义正式发售，只有雙座位佈局，2003年开始在海外以“日产350Z”的名义发行，同年推出敞篷车型。
Z33使用日产FM后驱平台开发，車輛前後比重为53:47，采用多连杆式底盘，搭配普利司通提供的Potenza RE040高性能轮胎；高配车型还搭载了Brembo的煞車配件；搭载了3.5升自然吸气V6引擎（代号VQ35DE），可選擇6前速手動變速箱以及5速自動變速箱。在6200转时输出马力280匹，在4800转时输出扭矩363牛米，手排車重1440千克、手自排則為1450千克，在6年的生命周期中历经多次改款并推出多款特别车型。
Type E、Nismo S-Tune ST车型
于2004年1月26日推出，限量5部，搭配一套为日本GT锦标赛设计的空气动力配件，马力提升到300匹。
“Fairlady Z诞生35周年”限量车型
为庆祝Z系列首代车型发布35周年于2005年1月13日公布，同年5月开始预售，同年9月8日正式发布，原有的VQ35DE发动机经过重新调校，红线提升到7000转，但扭矩下降到357牛米。
2005年9月改款
改款后，VQ35DE发动机的输出调整，可以在6400转时输出294匹马力；外观有所调整，更具运动性。重量提升到1510千克（轿跑车型），敞篷车型的重量提升到1610千克。
2007年1月改款
本次改款后，原有的3.5升自然吸气V6发动机从VQ35DE更换为VQ35HR，在6800转时输出馬力达到313匹，在4800转时输出358牛米扭矩，外观和底盘继续调整，轮胎改为配备普利司通的Potenza RE050A。
Nismo系列车型
于2007年1月于日本市场先行推出，同年7月在北美市场推出，搭配和Type E车型类似的空气动力配件，发动机由雅马哈调校，车身刚性强化，配备普利司通Potenza RE01R轮胎。同年6月21日推出更竞技化的380RS车型，配备基于VQ35HR扩缸而来的3.8升自然吸气V6发动机，重量大幅降低到1260千克，输出350匹马力，限量300部。
2008年11月，Z33系列车型停产。
电影《玩命關頭3：東京甩尾》一片中，反派角色Takashi的赛车即为350Z，赛车游戏《GT赛车》一系列作品中也引入了该车，日本世嘉遊戲公司推出的頭文字D遊戲版也收入了该车型。

### 第六代（代号Z34、2008年11月-2022年2月）

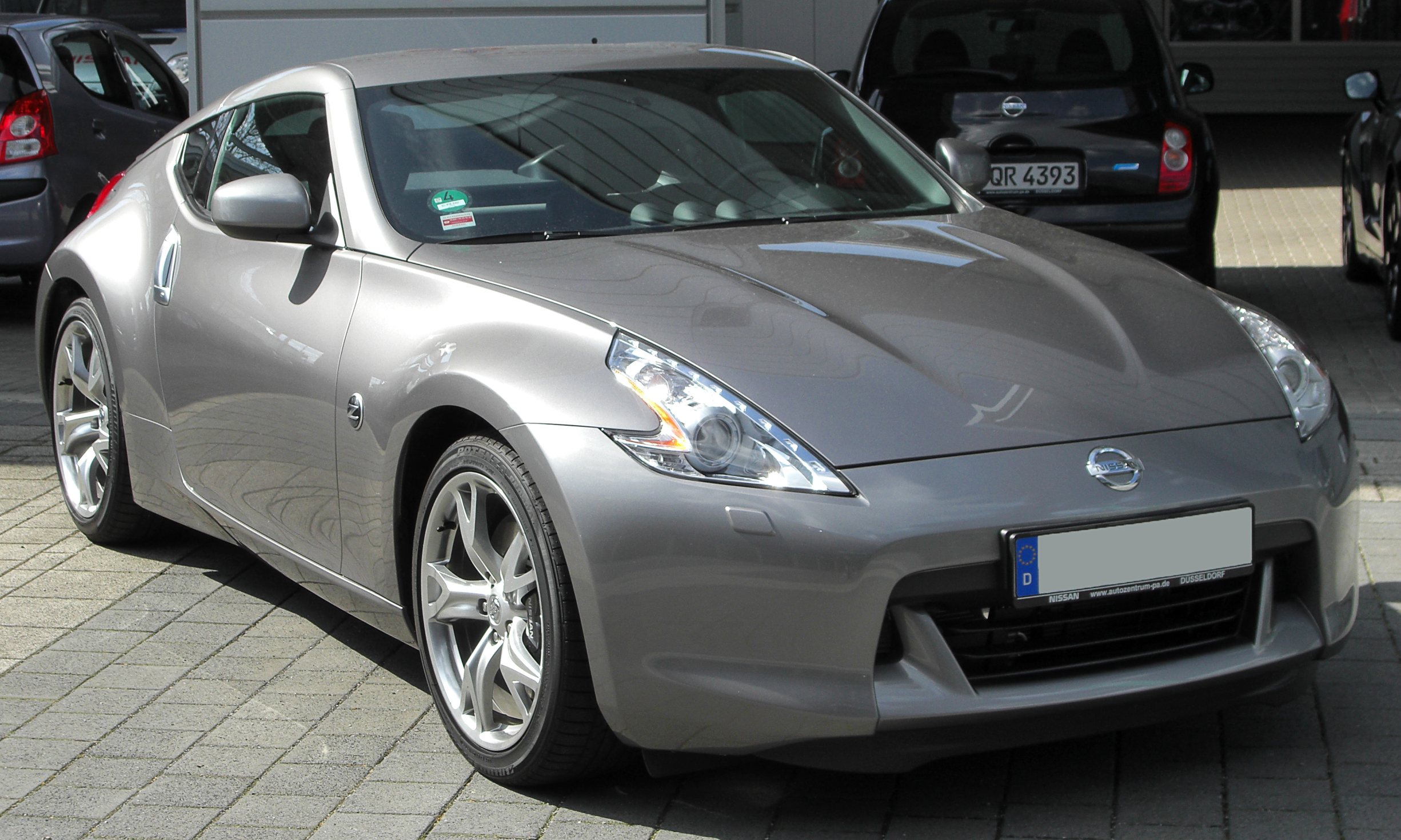
Z34 370Z

Z34最早于2006年10月在美国亮相，两年后的2008年的洛杉矶车展中Z34正式发布，2008年12月1日和2009年1月3日，Z34分别在日本和海外市场发行（海外以日产370Z的名义发行）；外观相较于前一代做出大幅调整，轴距大幅缩短到2550毫米以优化操控性，和Skyline（12代，代号V36，双门车型）共通车架和动力，安全性及操控性部件部分大量使用了铝合金材料，总扭转刚性提升40%，前后抗弯曲刚性提升10%，横向抗弯曲刚性提升60%，但重量相较于Z33轻了50公斤。
Z34搭载代號為VQ37VHR的3.7升自然吸气V6引擎，在7000转时输出马力327匹，在5200转时输出扭矩372牛米，可選擇6速手排變速箱以及7速傳統手自排變速箱（Jatco提供）。2009年6月起提供Nismo高性能版本，2012年7月推出改款车型。
2019年4月，为庆祝Z系列车型诞生50周年，日产推出了Z34的50周年纪念版，外观配备红色或黑色拉花，此外还更换了轮圈和轮胎。

### 第七代（代號RZ34[1]，2021年底）

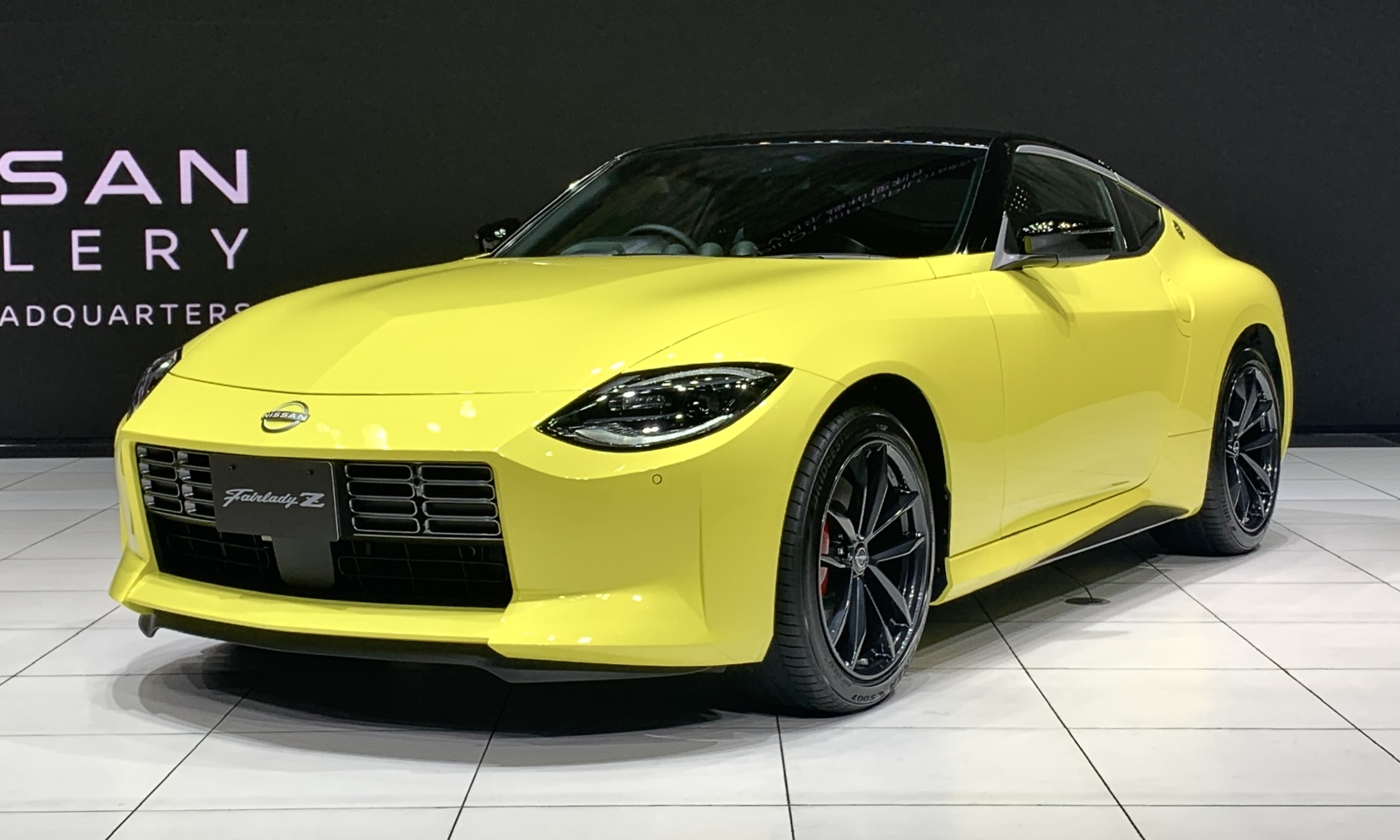

2020年9月16日，日產橫濱總部公開第七代的原型車“Z Proto”，整體造型与自第一代车型起所立下的「長車頭、短車尾」設計一致，尾燈造型則參考第四代车型（Z32），使用日产FR-L后驱平台打造，提供“Sport”和“Performance”两种款式，均搭载输出400匹马力的3.0升双涡轮增压V6引擎（代号VR30DDTT）并搭配6速手动变速箱或9速自动变速箱（自动变速箱车型含弹射起步）。
日產于美国时间2021年8月17日以YouTube線上直播形式邀請已故演員保羅·沃克的弟弟柯迪·沃克於紐約市共同揭露量產版的第七代Z跑車。
北美市场率先于2022年3月发售，日本市场則于2022年6月发售。此外还会发售240台“Proto Spec”车型。

## 外部連結
- 日産・フェアレディZ （页面存档备份，存于）
- WEBカタログバックナンバー（Z32型） （页面存档备份，存于）